# WondLa
WondLa (tidigare benämnd In Search of WondLa) är en amerikansk animerad äventyrsserie som hade premiär på Apple TV+ den 28 juni 2024. Den är baserad på romanerna om WondLa av Tony DiTerlizzi. Första säsongen består av fem avsnitt.

## Handling
Filmen kretsar kring Eva som tvingas lämna till skyddade plats för att besöka jorden yta.

## Rollista (i urval)
- Jeanine Mason – Eva
- Teri Hatcher – Muthr
- Brad Garrett – Otto
- Gary Anthony Williams – Rovender
- Chiké Okonkwo – Besteel
- D. C. Douglas – Omnipod
- Alan Tudyk – Cadmus Pryde